# Rumankivenkari
Rumankivenkari är en ö i Finland. Den ligger i sjön Ruovesi och i kommunen Mänttä-Filpula i den ekonomiska regionen  Övre Birkalands ekonomiska region  och landskapet Birkaland, i den södra delen av landet, 210 km norr om huvudstaden Helsingfors. Öns största längd är 30 meter i sydväst-nordöstlig riktning.

## Klimat
Trakten ingår i den boreala klimatzonen. Årsmedeltemperaturen i trakten är 0 °C. Den varmaste månaden är juli, då medeltemperaturen är 15 °C, och den kallaste är februari, med −14 °C.